# Susan Minot
Œuvres principales
Mouflets
Susan Minot, née à Boston dans le Massachusetts le 7 décembre 1956, est une écrivaine américaine, lauréate du prix Femina étranger en 1987.

## Biographie
Susan Minot grandit dans le Massachusetts à Manchester-by-the-Sea. Elle suit l'enseignement de l'université Brown et est diplômée en 1983 de l'université Columbia (avec un MFA de « création littéraire »). Elle publie ses premières nouvelles dans Grand Street (en) et The New Yorker. Son premier roman Mouflets (1986) reçoit le prix Femina étranger pour sa traduction en français parue en 1987.
Elle écrit également des scénarios de cinéma, dont Beauté volée en collaboration avec Bernardo Bertolucci qui la contacte pour cette écriture.
Susan Minot vit entre North Haven, une île du Maine et New York.

## Œuvre

### Romans
- 1987 : Mouflets (Monkeys, 1986) — prix Femina étranger 1987
- 1996 : La Vie secrète de Lilian Eliot (Folly, 1993)
- 2000 : Crépuscule (Evening, 1998)
- 2004 : Extase (Rapture, 2002)
- 2015 : Trente filles (Thirty Girls, 2014)

### Recueil de nouvelles
- 1989 : Sensualité et autres nouvelles (Lust and Other Stories)

### Poésie
- 2003 : Poems 4 A.M.

### Scénarios
- 1996 : Beauté volée (Stealing Beauty) en collaboration avec Bernardo Bertolucci
- 2007 : Le Temps d'un été (Evening) de Michael Cunningham